# Hermann Unger (Landrat)
Hermann Fritz Johannes Unger (* 24. März 1905 in Koblenz; † 16. April 1980 in Ratingen) war ein preußischer Landrat im Kreis Zell.

## Leben
Hermann war ein Sohn des Unteroffiziers August Unger. Zunächst besuchte er die Oberrealschule in Koblenz und legte dann am 22. Februar 1923 seine Reifeprüfung ab. Dem folgte erst eine Kaufmannslehre und von 1926 bis 1929 ein Studium der Wirtschafts- und Sozialwissenschaften in Frankfurt am Main. Nach seiner Promotion im Jahre 1930 übernahm er am 1. Oktober des gleichen Jahres die Leitung der Organisationsabteilung der Deutschen Bau- und Siedlungsgesellschaft in Darmstadt bis zum 20. April 1933. Im Anschluss wechselte er bereits am 23. April 1933 als kommissarischer Bürgermeister nach Traben-Trarbach. Nach einer Einverständniserklärung des Regierungspräsidenten zur Wahl als Bürgermeister und der anschließenden Wahl wurde Ungers schließlich am 16. Februar 1934 offiziell zum Bürgermeister von Traben-Trarbach ernannt.
Am 27. März 1935 übernahm er zunächst Vertretungsweise das Amt des Landrats des Kreises Zell, das dann am 29. Juli 1936 in eine endgültige Ernennung umgewandelt wurde. Hierauf legte er am 18. August 1936 sein Amt als Bürgermeister von Traben-Trarbach nieder. Landrat des Kreises Zell war er bis zum Jahr 1940.

## NSDAP-Mitgliedschaft
Unger war seit dem 2. Juni 1925 Mitglied der NSDAP gewesen. Andere Quellen nennen das Jahr 1922 als sein Eintrittsdatum, entsprechend einem Vermerk des Hauptamtes für Kommunalpolitik vom 26. Mai 1944. Nach diesem Vermerk sei er nach der Neugründung der Partei im Februar 1925 unmittelbar wieder eingetreten und hätte bei dieser Gelegenheit das Ehrenzeichen als „der Dienstälteste Parteigenosse des Gaus Moselland“ verliehen bekommen. Als Kreisleiter von Zell fungierte er vom 11. August 1934 bis zum 30. April 1944.
In der Zeit von 1940 bis 1943 wurde Unger gemäß einer Anordnung für den Aufbau des Personalamtes für die Landesleitung der Volksdeutschen Bewegung zum Chef der Luxemburger Zivilverwaltung abkommandiert.
Dem folgte am 1. April 1943 erst die Ernennung zum kommissarischen Präsidenten des Landesarbeitsamtes Moselland (respektive ab 1. September 1943 Gauarbeitsamt) und am 6. Januar 1945 nochmals die definitive Bestellung in dieser Position. Seit dem 3. Mai 1944 war er ebenfalls Gauamtsleiter für Kommunalpolitik, die Bestätigung für dieses Amt wurde ihm noch am 30. Mai 1944 durch den damaligen Chef des Hauptamtes für Kommunalpolitik Karl Fiehler überreicht.

## Nachkriegszeit
1945 aus dem Amt entlassen wurde Unger 1949 vom Luxemburger Gerichtshof zu einer Freiheitsstrafe von 20 Jahren verurteilt. Als Urteilsbegründung wurde genannt, dass er „durch blindwütige Terrormaßnahmen die Germanisierungspolitik“ in Luxemburg gefördert hätte. Später wurde das Strafmaß auf 16 Jahre reduziert und Unger schließlich bereits 1955 wieder aus der Haft entlassen.

## Auszeichnungen
- Goldenes Parteiabzeichen der NSDAP